# مدرسة ديليا كندا (هونغ كونغ)
مدرسة ديليا كندا في هونغ كونغ هي مدرسة دولية خاصة تقع في هونغ كونغ، الصين.

## الروابط الخارجية
1. ↑  "Principal's Message - Delia School of Canada". delia.edu.hk. مؤرشف من الأصل في 2017-12-08.